# Præsidentvalget i USA 1944
Præsidentvalget i USA 1944 var det 40. præsidentvalg i USA. Det blev afholdt tirsdag den 7. november 1944 og fandt sted under 2. verdenskrig. Den siddende demokratiske præsident Franklin D. Roosevelt besejrede republikaneren Thomas E. Dewey, hvorved Roosevelt sikrede sig sin fjerde embedsperiode. Det var først i forbindelse med 1996-valget, at man igen så en demokratisk præsident vinde genvalg efter at have siddet en fuld embedsperiode.
Roosevelt var blevet den første præsident til at vinde en tredje embedsperiode i forbindelse med sin valgsejr ved præsidentvalget i 1940, og der var næppe nogen tvivl om, at han ville søge genvalg til en fjerde embedsperiode. I modsætning til i 1940, mødte Roosevelt kun lidt modstand i sit eget parti, hvorfor han let blev valgt til partiet præsidentkandidat ved det demokratiske konvent i 1944. Som følge af Roosevelts dårlige helbred, og det derved var overvejende sandsynligt, at vicepræsidenten ville blive præsident, valgte det demokratiske konvent at udskifte den tidligere vicepræsident Henry A. Wallace til fordel for senator Harry S. Truman fra Missouri. New Yorks guvernør, Thomas Dewey, blev valgt som den republikanske præsidentkandidat foran den konservative guvernør John W. Bricker ved det republikanske konvent i 1944.
Eftersom 2. verdenskrig gik godt for USA og dets allierede, forblev Roosevelt populær på trods af sin lange embedsperiode. Dewey førte kampagne mod New Deal-politikken og argumenterede for mindre statskontrol, men det lykkedes i sidste ende ikke at overbevise landet om at ændre kurs. Roosevelt vandt en komfortabel valgsejr til trods for, at han vandt med hans mindste margin sammenlignet med tidligere valg. Selvom Roosevelt formåede at holde rygterne om sit dårlige helbred nede viste disse sig at være sande; Roosevelt døde mindre end tre måneder inde i sin fjerde embedsperiode og blev efterfulgt af Truman.
Valget i 1944 repræsentere (pr 2020) de seneste præsidentvalg, hvor en demokrat vinder hver delstat i den tidligere konføderation og alle Sydstaterne. I 1976 stemte alle Sydstater, undtagen Oklahoma og Virginia, på den demokratiske kandidat Jimmy Carter, som var fra Georgia. Roosevelt er den eneste præsident, der har siddet i mere end to embedsperioder; i 1951 blev den 22. forfatningsændring vedtaget, hvilket begrænsede antallet af valgperioder, en person kunne sidde som præsident.

## Yderligere læsning
- Davis, Michael. Politics as Usual: Thomas Dewey, Franklin Roosevelt, and the Wartime Presidential Campaign of 1944 (Cornell UP, 2014).
- Divine, Robert A. Foreign policy and U.S. presidential elections, 1940-1948 (1974) online free to borrow pp 91 to 166 on 1944.
- Evans, Hugh E. The Hidden Campaign: FDR's Health and the 1944 Election (ME Sharpe, 2002).
- Ferrell, Robert H. (1994). Choosing Truman: The Democratic Convention of 1944. University of Missouri Press. ISBN 978-0-8262-7298-0.
- Hamby, Alonzo L. Man of the People: A Life of Harry S. Truman (1995), chapter 17
- Jordan, David M. (2011). FDR, Dewey, and the Election of 1944. Bloomington, Indiana: Indiana University Press.
- Kennedy, Patrick D. "Chicago's Irish Americans and the Candidacies of Franklin D. Roosevelt, 1932-1944." Illinois Historical Journal 88.4 (1995): 263-278 online.
- Luconi, Stefano. "The Impact of World War II on the Political Behavior of the Italian-American Electorate in New York City." New York History (2002): 404-417 online.
- Norpoth, Helmut. Unsurpassed: The Popular Appeal of Franklin Roosevelt (Oxford University Press, 2018).
- Savage, Sean J. "The 1936-1944 Campaigns," in William D. Pederson, ed. A Companion to Franklin D. Roosevelt (2011) pp 96–113 online
- Smith, Richard Norton. Thomas E. Dewey and His Times (1984), the standard scholarly biography

## Eksterne links
- Tirsdag i november: Præsidentvalget i 1944
- 1944 vælgerstemmer efter valgdistrikt
- Hvor tæt var valget i 1944? — Michael Sheppard, Massachusetts Institute of Technology
- Valget i 1944 - Optælling af stemmerne